# Kartika Liotard
Kartika Tamara Liotard, née le 26 juin 1971 à Voorburg et morte le 1er août 2020, est une personnalité politique néerlandaise, membre du Parti socialiste (SP).

## Biographie
Elle est députée européenne de 2004 à 2014. Elle est membre de la Gauche unitaire européenne/Gauche verte nordique, dont elle est vice-présidente pendant tout le temps de son mandat.
Elle est membre de la commission de l'environnement, de la santé publique et de la sécurité alimentaire et de la délégation pour les relations avec le Japon. Elle est membre suppléante de la commission du développement et de commission des droits de la femme et de l'égalité des genres.